# Greta Espinoza
Greta Alejandra Espinoza Casas (Tijuana, Baja California, México, 5 de junio de 1995), conocida como Greta Espinoza, es una futbolista mexicana. Juega como defensa en Tigres de la Primera División Femenil de México y en la selección femenina de México. Inició su carrera como futbolista en el Club Xoloescuintles de Tijuana en el año 2015, previo a la Copa Mundial del mismo año.

## Clubes
| Club          | País   | Año       |
| ------------- | ------ | --------- |
| Levante U. D. | España | 2017-2018 |
| Tigres UANL   | México | 2018-2025 |

## Selección nacional
- Medalla de oro en Juegos Panamericanos de 2023[2][3]

## Palmarés

### Títulos nacionales
| Título          | Club        | País   | Año      |
| --------------- | ----------- | ------ | -------- |
| Liga MX Femenil | Tigres UANL | México | CL. 2019 |
| Liga MX Femenil | Tigres UANL | México | 2020     |
| Liga MX Femenil | Tigres UANL | México | Cl. 2021 |
| Liga MX Femenil | Tigres UANL | México | Ap. 2023 |

## Vida personal
Espinoza posee una maestría en Administración de Negocios por parte de la EGADE Business School.